# Mesochorus mandibularis
Mesochorus mandibularis är en stekelart som beskrevs av Lee och Suh 1991. Mesochorus mandibularis ingår i släktet Mesochorus och familjen brokparasitsteklar. Inga underarter finns listade i Catalogue of Life.